# Clephydroneura apicalis
Clephydroneura apicalis är en tvåvingeart som beskrevs av H. Oldroyd 1938. Clephydroneura apicalis ingår i släktet Clephydroneura och familjen rovflugor. Inga underarter finns listade i Catalogue of Life.